# Jung Da-bin
Jung Da-bin (hangeul : 정다빈) est une actrice sud-coréenne, née le 25 avril 2000 en Corée du Sud.

## Biographie

### Jeunesse et formation
Jung Da-bin est née à Andong en Corée du Sud. Elle étudie à l’université de Hanyang.

## Filmographie

### Films
- 2004 : Shit Up!
- 2004 : Marrying School Girl
- 2005 : Bravo, My Life  (사랑해... 말순씨) de Park Heung-shik :
- 2006 : Now and Forever  (연리지) de Kim Seong-joong : Hye-won, jeune
- 2008 : Lost and Found  (달콤한 거짓말) de Jeong Jeong-hwa : la petite fille
- 2015 : Love Never Fails  (사랑이 이긴다) de Min Byeong-hoon : Park So-won
- 2018 : Middle School Girl A  (여중생A) de Lee Kyung-sub : Baek-hap

### Séries télévisées
- 2005 : Wonderful Life  (원더풀 라이프) : Han Shin-bi
- 2006 : Love Truly (진짜 진짜 좋아해) : Jang Hyo-won
- 2008 : Iljimae (일지매) : Bong-soon, jeune
- 2008 : The Kingdom of the Winds (바람의 나라) : la jeune princesse Se-Ryoo
- 2008 : Star's Lover (스타의 연인) : Lee Ma-ri, jeune (caméo)
- 2009 : Can Anyone Love  (사랑은 아무나 하나) : Oh Jang-mi, fille de Geum-ran
- 2010 : Life Is Beautiful (인생은 아름다워) : Lee Ji-na
- 2011 : Sign (싸인) : Da-bin (épisodes 13-14)
- 2011 : Manny (매니) : Oh Eun-bi
- 2011 : Miss Ripley (미스 리플리) : Jang Mi-ri
- 2012 : Glass Mask (유리가면) : Kang Yi-kyeong, jeune
- 2012 : Dream of the Emperor (대왕의 꿈) : Gotaso, jeune
- 2013 : Ugly Alert (못난이 주의보) : Gong Jin-joo, jeune
- 2013 : Thunder Store : elle-même
- 2013 : Melody of Love (사랑은 노래를 타고) : Han Tae-hee
- 2013 : Le Premier Ministre et Moi (총리와 나) : Seo Hye-joo, jeune (épisode 6 ; caméo)
- 2014 : I Need Romance 3 (로맨스가 필요해 3) : Shin Joo-yeon, jeune
- 2014 : Thunder Store 2 : elle-même
- 2015 : Beating Again (순정에 반하다) : Kim Soon-jeong, jeune
- 2015 : Save the Family (가족을 지켜라) : Son Da-hye
- 2015 : She Was Pretty (그녀는 예뻤다) : Kim Hye-rin
- 2016 : Flowers of the Prison (옥중화) : Ok-nyeo, jeune
- 2016 : What's With Money? (얘네들 머니?) : Na Bo-ram
- 2017 : The Rebel (역적: 백성을 훔친 도적) : Ok-ran
- 2017 : My Sassy Girl (엽기적인 그녀) : Gyeon-hee
- 2018 : Should We Kiss First? (키스 먼저 할까요?) : Son Yi-deun
- 2020 : Extracurricular (인간수업) : Seo Min-hee
- 2020 : Live On (라이브온) : Baek Ho-rang